# Shawnee (Oklahoma)
Shawnee ist eine US-amerikanische Stadt im Bundesstaat Oklahoma. Sie liegt im Verwaltungsbereich von Pottawatomie County. Das U.S. Census Bureau hat bei der Volkszählung 2020 eine Einwohnerzahl von 31.377 ermittelt.
Shawnee verfügt über zwei Universitäten. Die St. Gregory’s University geht auf die 1875 von französischen Benediktinern gegründete St. Gregory’s Abbey zurück; die Oklahoma Baptist University wurde 1906 gegründet.
Shawnee hat mit Nikaho eine Partnerstadt in Japan.

## Söhne und Töchter der Stadt
- Bud Thackery (1903–1990), Filmtechniker und Kameramann
- Joe Cobb (1916–2002), Schauspieler
- Gordon Cooper (1927–2004), Astronaut
- James O’Neal (1949–1998), Opernsänger
- Brad Henry (* 1963), Politiker
- Brad Pitt (* 1963), Schauspieler
- Dan Boren (* 1973), Politiker
- Creed Humphrey (* 1999), American-Football-Spieler